# Indo-Pak Express
Indo-Pak Express, [(em português):Expresso Indo-Paquistanês] é uma dupla de tenis formada pelo tenista indiano Rohan Bopanna e pelo paquistanês Aisam-ul-Haq Qureshi.
São conhecidos no mundo do tenis por formarem uma das mais consistentes duplas do circuito mundial e por assumirem o papel de embaixadores da paz.

## Embaixadores da Paz
| “ | “A paz é uma forma de seguir em frente. E eu acho que é importante aproveitar o que o ténis me dá para também dar alguma coisa; tentar ajudar algumas pessoas a ver o mundo de forma diferente.” | ” |

Com a tensão presente entre Índia e Paquistão (países
com um histórico de guerras desde a separação da Índia Britânica, em 1947), Aisam e Bopanna decidiram espalhar uma mensagem de paz através do esporte para seus países. No torneio de Wimbledon-2010, enquanto treinavam e se aqueciam, usavam camisetas que mostravam a mensagem “Stop War Start Tennis”. Com isto, eles procuraram mostrar que o esporte quebra barreiras de diferenças políticas, sociais e raciais. No US Open de 2010, a dupla atingiu a final e conseguiu unir indianos e paquistaneses em sua torcida, sem nenhum problema. Ganharam o apoio para a causa de vários tenistas e da imprensa.
O presidente e fundador da “Peace and Sport”, Joel Bouzou, declarou que “a maior vitória no esporte não é medida em medalhas, e sim nas mudanças positivas que causam na vida das pessoas, trazendo esperança para cada um. E foi exatamente isso que Rohan e Aisam fizeram na final do US Open. Eles mostraram o que verdadeiros campeões podem atingir ao usar sua fama para uma boa causa.”
Por conta disso, receberam vários prêmios:
- Em Setembro, receberam o "Highest Pakistan Civil Award"[5]
- Em Outubro de 2010, o fotográfo indiano Jay Mandal recebeu o prêmio "Peace and Sport’s Image of the Year Award",[6] por uma foto batida dos tenistas.[7]
- No dia 26/11/2010 receberam o "Prêmio Humanitário Arthur Ashe".[8]
- Em dezembro, eles receberam o "Grand Prix of Peace & Sports (Peace and Sport Award)".[9][10]

## Conquistas

### Torneios Challengers e Futures

#### Finais: 11 (7v-4d)
| Legend             |
| ------------------ |
| Challengers (11–7) |
| Futures (0)        |

| No.          | Resultado | Data              | Torneio                | Superfície | Parceiros                          | Oponentes                            | Placar           |
| ------------ | --------- | ----------------- | ---------------------- | ---------- | ---------------------------------- | ------------------------------------ | ---------------- |
| Campeão      | 16.       | July 28, 2003     | Denver, US             | Duro       | Rohan Bopanna Aisam-ul-Haq Qureshi | Josh Goffi Jason Marshall            | 4–6, 6–3, 6–4    |
| Vice-Campeão | 22.       | August 21, 2006   | Bukhara, Uzbekistan    | Duro       | Rohan Bopanna Aisam-ul-Haq Qureshi | Nicolas Renavand Nicolas Tourte      | 6–2, 3–6, [8–10] |
| Campeão      | 30.       | July 16, 2007     | Manchester, UK         | Grama      | Rohan Bopanna Aisam-ul-Haq Qureshi | Jesse Huta Galung Michael Ryderstedt | 4–6, 6–3, [10–5] |
| Campeão      | 31.       | July 23, 2007     | Nottingham, UK         | Grama      | Rohan Bopanna Aisam-ul-Haq Qureshi | Mustafa Ghouse Joshua Goodall        | 6–3, 7–6(7–5)    |
| Campeão      | 32.       | July 30, 200f     | Segovia, Spain         | Duro       | Rohan Bopanna Aisam-ul-Haq Qureshi | Michel Kratochvil Gilles Müller      | 7–6(12–10), 6–3  |
| Campeão      | 33.       | July 28, 2007     | Bronx, US              | Duro       | Rohan Bopanna Aisam-ul-Haq Qureshi | Alberto Francis Phillip King         | 6–3, 2–6, [10–5] |
| Vice-Campeão | 24.       | November 19, 2007 | Kuala Lumpur, Malaysia | Carpete    | Rohan Bopanna Aisam-ul-Haq Qureshi | Stephen Huss Wesley Moodie           | 6–7(10–12), 3–6  |
| Vice-Campeão | 25.       | November 26, 2007 | New Delhi, India       | Duro       | Rohan Bopanna Aisam-ul-Haq Qureshi | Rik de Voest Wesley Moodie           | 4–6, 6–7(4–7)    |
| Campeão      | 40.       | November 15, 2009 | Aachen, Germany        | Carpete    | Rohan Bopanna Aisam-ul-Haq Qureshi | Philipp Marx Igor Zelenay            | 6–4, 7–66        |
| Campeão      | 41.       | November 29, 2009 | Helsinki, Finland      | Carpete    | Rohan Bopanna Aisam-ul-Haq Qureshi | Henri Kontinen Jarkko Nieminen       | 6–2, 7–67        |
| Vice-Campeão | 42.       | April 4, 2010     | Napoli, Italy          | Saibro     | Rohan Bopanna Aisam-ul-Haq Qureshi | Dustin Brown Jesse Witten            | 6–7(4–7), 5–7    |

### Torneios ATP

#### Finais: 11 (4v-7d)
| No. | Resultado     | Data              | Torneio                                                       | Superfície | Parceiros                          | Oponentes                        | Placar              |
| --- | ------------- | ----------------- | ------------------------------------------------------------- | ---------- | ---------------------------------- | -------------------------------- | ------------------- |
| 1.  | Vice-Campeões | 24 September 2007 | Kingfisher Airlines Tennis Open, Mumbai, India                | Duro       | Rohan Bopanna Aisam-ul-Haq Qureshi | Robert Lindstedt Jarkko Nieminen | 6–7(3–7), 6–7(5–7)  |
| 2.  | Vice-Campeões | 13 July 2008      | Campbell's Hall of Fame Championships, Newport, United States | Grama      | Rohan Bopanna Aisam-ul-Haq Qureshi | Mardy Fish John Isner            | 4–6, 6–7(1–7)       |
| 3.  | Campeões      | 7 February 2010   | SA Tennis Open, Johannesburg, South Africa                    | Duro       | Rohan Bopanna Aisam-ul-Haq Qureshi | Karol Beck Harel Levy            | 2–6, 6–3, [10–5]    |
| 4.  | Vice-Campeões | 11 April 2010     | Grand Prix Hassan II, Casablanca, Morocco                     | Saibro     | Rohan Bopanna Aisam-ul-Haq Qureshi | Robert Lindstedt Horia Tecău     | 2–6, 6–3, [7–10]    |
| 5.  | Vice-Campeões | 22 May 2010       | Open de Nice Côte d'Azur, Nice, France                        | Saibro     | Rohan Bopanna Aisam-ul-Haq Qureshi | Marcelo Melo Bruno Soares        | 6–1, 3–6, [5–10]    |
| 6.  | Vice-Campeões | 28 August 2010    | Pilot Pen Tennis, New Haven, United States                    | Duro       | Rohan Bopanna Aisam-ul-Haq Qureshi | Robert Lindstedt Horia Tecău     | 4–6, 5–7            |
| 7.  | Vice-Campeões | 11 September 2010 | US Open, New York, United States                              | Duro       | Rohan Bopanna Aisam-ul-Haq Qureshi | Bob Bryan Mike Bryan             | 6–7, 6–7            |
| 8.  | Vice-Campeões | 28 September 2010 | St. Petersburg Open, St. Petersburg, Russia                   | Duro(i)    | Rohan Bopanna Aisam-ul-Haq Qureshi | Daniele Bracciali Potito Starace | 6–7, 6–7            |
| 9.  | Campeões      | 12 June 2011      | Gerry Weber Open, Halle, Germany                              | Grama      | Rohan Bopanna Aisam-ul-Haq Qureshi | Robin Haase Milos Raonic         | 7–6(8), 3–6, [11–9] |
| 10. | Campeões      | 23 October 2011   | If Stockholm Open, Stockholm, Sweden                          | Duro (i)   | Rohan Bopanna Aisam-ul-Haq Qureshi | Marcelo Melo Bruno Soares        | 6–1, 6–3            |
| 11. | Campeões      | 13 November 2011  | BNP Paribas Masters, Paris, France                            | Duro (i)   | Rohan Bopanna Aisam-ul-Haq Qureshi | Julien Benneteau Nicholas Mahut  | 6–2, 6–4            |

### Prêmios e Honrarias
- 2010 - Prêmio Humanitário Arthur Ashe[8]
- 2010 - "Grand Prix of Peace & Sports (Peace and Sport Award)"[9]